# Tjedan mržnje
Tjedan mržnje (engl. Hate Week) naziv je za fiktivni godišnji period javnih manifestacija opisan u Orwellovu romanu Tisuću devetsto osamdeset četvrtoj. U njemu građani države Oceanije, prolovi i članovi šire partije, sudjeluju u masovnim manifestacijama u kojima se putem skandiranja parola, pjevanja pjesama i nošenja trasnparenata iskazuje mržnja prema državnim neprijateljima, bilo unutarnjim bilo vanjskim. Po navodima romana takve se manifestacije obično održavaju kasnog ljeta.
U romanu je objašnjeno da takva manifestacija služi u iste svrhe kao svakodnevni javni ritual poznat kao "dvije minute mržnje".
Kao i drugi izrazi iz romana i ovaj je ušao u rječnike. Prvi je put korišten da bi se na pejorativan način opisale slične javne manifestacije u SSSR-u i drugim državama istočnog bloka na samom početku hladnog rata.